# Anders Malmberg
Per Anders Olof Malmberg, född 10 augusti 1956 i Lidköping, är en svensk geograf och prorektor vid Uppsala universitet. Han är son till universitetslektorn Per Malmberg och Gertrud, född Lindbäck.
Malmberg blev fil. kand. 1980 och disputerade i kulturgeografi vid Uppsala universitet 1988. Han blev docent 1995 och är sedan 1999 professor i geografi med inriktning mot ekonomisk geografi i Uppsala.
Hans forskningsområde ligger på gränsen mellan ekonomisk geografi, företagsekonomi och ekonomisk historia. Det gäller frågor som: Hur påverkar företags utveckling och konkurrenskraft av den plats/miljö där de är lokaliserade? Varför är vissa platser eller regioner industriellt specialiserade? Malmberg är sedan 2005 ledamot av Kungl. Vetenskaps-Societeten i Uppsala  och sedan 2007 av Kungliga Vetenskapsakademien.
Anders Malmberg var 2008-2011 dekanus för samhällsvetenskapliga fakulteten vid Uppsala uiversitet och är sedan 2012 universitets prorektor. På Majmiddagen 1 maj 2013 installerades han som hedersledamot vid Södermanlands-Nerikes nation. På Majmiddagen 1 maj 2014 installerades han som hedersledamot av Västgöta nation.